# Aihwa Ong

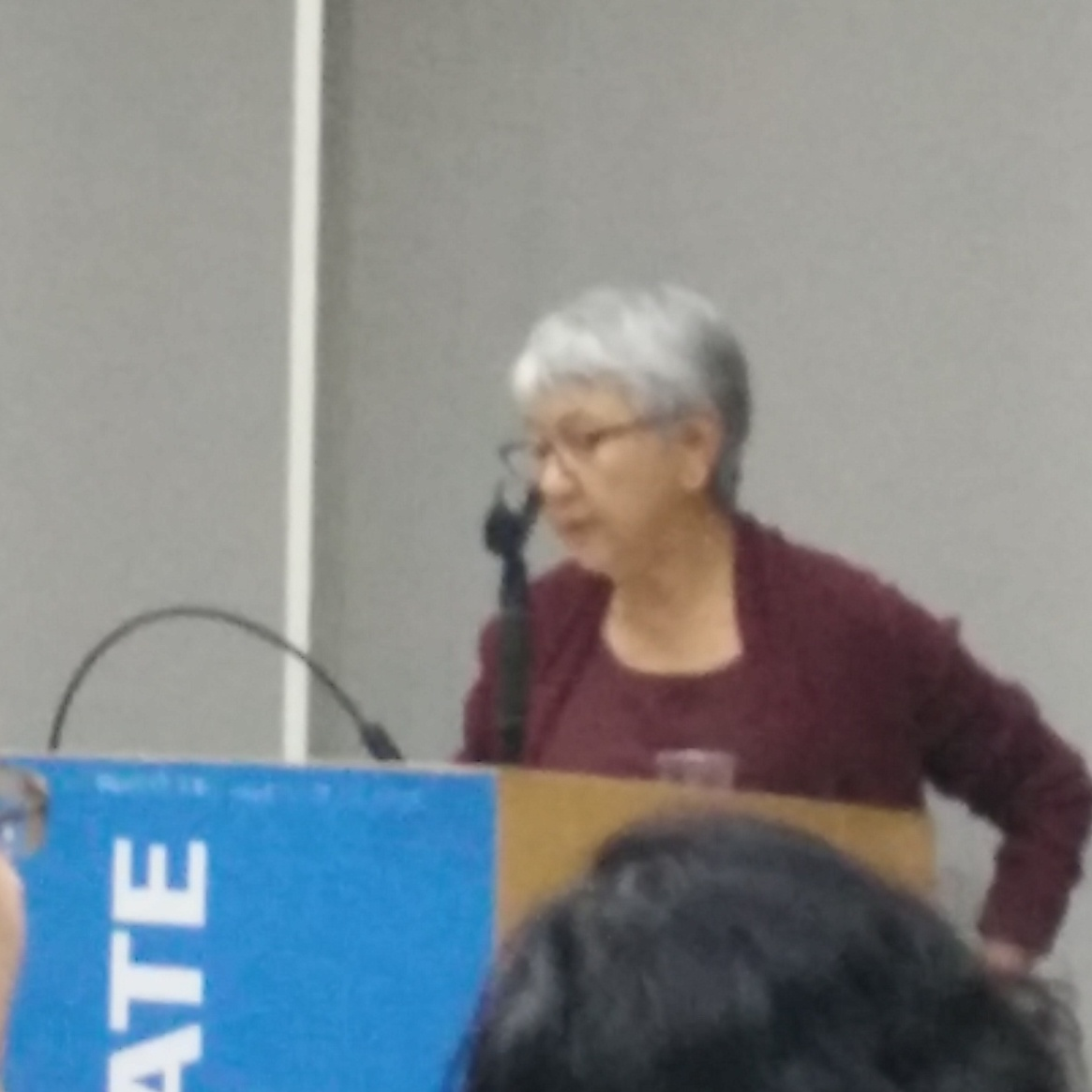
Aihwa Ong

Aihwa Ong (chinesisch 王愛華, Pinyin Wáng Ài Huá; * 1950 in Penang, Malaysia) ist ein Baba-Nyonya-US-amerikanische Anthropologin. Sie ist Professorin für Anthropologie an der University of California, Berkeley.

## Biografie
Ong wurde in Penang, Malaysia in einer Baba-Nyonya-Familie geboren. Sie ging zur Convent Light School in Penang. Danach besuchte sie das Barnard College in New York City, wo sie 1974 ihren Honors Bachelor in Anthropologie erlangte. 1982 graduierte sie an der Columbia University mit ihrem Ph.D. in Anthropologie. Ong war von 1982 bis 1984 Gastprofessorin am Hampshire College in Amherst, Massachusetts. Seit 1984 arbeitet und forscht sie im Department of Anthropology in Berkeley.

## Forschungsarbeit
Aihwa Ong schrieb über Globalisierung, Transformationen bei der Staatsbürgerschaft, Neoliberalismus, Wissenschaftsforschung, Gender, Arbeit, Biotechnologie und Einwanderung in der Region Asien-Pazifik. Ihre Arbeit stützt sich auf Feldstudien in Malaysia, den Vereinigten Staaten, China, und Singapur.

## Werke
- Neoliberalism as Exception: Mutations in Citizenship and Sovereignty. In: Development and Change. Band 39, Nr. 1, 2008, S. 184–186, doi:10.1111/j.1467-7660.2008.00473_7.x (englisch).
  - Maila Stivens: Neoliberalism as Exception: Mutations in Citizenship and Sovereignty (Review). In: Intersections: Gender, History and Culture in the Asian Context. Nr. 15, Mai 2007 (englisch, intersections.anu.edu.au).
  - Timothy Choy: Neoliberalism as Exception: Mutations in Citizenship and Sovereignty (Review). In: Political and Legal Anthropology Review. Band 31, Nr. 2, November 2008, S. 338–342, doi:10.1111/j.1555-2934.2008.00027_4.x (englisch).
- Buddha is Hiding: Refugees, Citizenship, The New America. University of California Press, Berkeley 2003, ISBN 978-0-520-23824-4 (englisch).
  - Young Ju Rhee: Buddha is Hiding: Refugees, Citizenship, The New America (Review). In: Journal of Refugee Studies. Band 17, Nr. 4, 2004, S. 477–478, doi:10.1093/jrs/17.4.477 (englisch).
- Flexible Citizenship: The Cultural Logics of Transnationality. Duke University Press, 1999, ISBN 978-0-8223-2250-4 (englisch). Das Buch erhielt 2001 den Cultural Studies Award der Association for Asian American Studies[2]